# Батя, Томаш
То́маш Ба́тя (чеш. Tomáš Baťa; 3 апреля 1876, Злин, Австро-Венгрия, — 12 июля 1932, Отроковице, Чехословакия) — основатель обувной фирмы Baťa и один из крупнейших предпринимателей своего времени. Ввёл новую концепцию в производстве и продаже своих изделий, которая оказала влияние на большинство будущих экономистов. Его методы и технология в те времена были на предприятии революционными и используются как примеры топ-менеджмента.

## Детство
| Родственники        |                      |
| ------------------- | -------------------- |
| брат                | Антонин Батя младший |
| брат (единокровный) | Ян Антонин Батя      |
| сын                 | Томаш Батя младший   |

Томаш Батя родом из семьи, которая в течение нескольких веков занималась сапожным делом. Сапожник по имени Батя впервые был упомянут в 1667 году. Томаш, третий ребёнок своего отца Антонина Бати, родился 3 апреля 1876 года в Злине. Мать Томаша умерла, когда ему было 10 лет. Два года спустя его отец решил снова жениться, а вместе с тем перевезти семью и бизнес в город Угерское Градиште (Uherské Hradiště). Томаш начал посещать другую начальную школу, где вместо чешского языка изучал немецкий.

## Первые промысловые шаги
Уже в возрасте 12 лет Томаш начал заниматься ремеслом. И не только изготовлением обуви, но и продажей. К тому времени он по сути знал всё, что было нужно для сапожника. В 14 лет юный Томаш ушёл из дома. Против воли своего отца уехал в Простейов, где работал в фирме Fäber, выпускающей сапожные станки. Там заинтересовался облегчением и ускорением работы сапожников. Однако вскоре был уволен, потому что его работодатели опасались конкуренции. Томаш вернулся в отцовскую мастерскую, но из-за непонимания без каких-либо денежных средств уехал в Вену к своей сестре Анне. Сестра оказала ему финансовую помощь, и молодой Томаш начал заниматься предпринимательством в собственной мастерской. Его усердие не дало результатов из-за незнания того рынка. Более того, он не имел разрешения властей на основание ремесла. Поэтому в сопровождении отца вернулся в Угерское Градиште, где стал продавцом.

## Сложные предпринимательские начинания
В 1894 году Томаш, брат Антонин и сестра Анна выкупили семейное дело. От своей покойной матери получили в наследство 800 крон, с которыми в Злине основали обувное предприятие, зарегистрированное на старшего брата Антонина Батю-младшего. По существующим тогда нормам Томаш ещё не был совершеннолетним. Первоначально производили пастушью прошивную войлочную обувь на симметричной колодке. При её изготовлении использовали работу домашних мастеров. Нанимали около 10 мастеров, которые должны были работать в фиксированные рабочие часы, за что получали полагающуюся недельную зарплату. Такой способ управления предприятием был для того времени очень непривычным и новым.
В 1895 году всё их имущество ушло на рассрочку и векселя, которые уже не могли больше оплачиваться. На них начали поступать иски со стороны кредиторов. Пришёл кризис, и Бати обнаружили, что они на дне. Когда Антонин ушёл на войну, предприятие полностью осталось в руках Томаша. Он попробовал погасить долг таким способом, какой описывает сам:

Быстро работа полностью одолела меня. Моя жизнь была благословенна с того дня. Понял свою неразумность в подражании ленивым людям. Выполняя всю черновую работу, нашёл дорогу, которая вела к экономии материала и упрощению работы мастеров… Материалы, привезённые ночным поездом, сам разгружал и носил на своих плечах от отроковицкого вокзала в 10 км от Злина. До утра с помощником резал материал, а утром выдавал мастерам. Мастера работали день и ночь, пока дело не было выполнено. Потом, в свою очередь, мастера отсыпались, а я ночью отвозил товар, привозил новый материал и деньги на выплату… Сам покупал материал, сам его резал или кроил, сам делил между мастерами, сам принимал и просматривал пару за парой, сам платил мастерам, сам проводил ревизию и подведение счетов…

## Время расцвета фирмы
К 1896 году Томаш погасил долг. Впрочем, вскоре фирму постигла другая беда. Фирма Koditsch & Co., в которой все сапожники, включая Батей, имели акции, обанкротилась. Это разорило фирму отца Томаша. Тем не менее Томаш не планировал сдаваться. Он пришёл с инновациями, которые должны были улучшить ситуацию. Решил начать шить обувь из сукна. Сукно было намного дешевле и доступнее, чем качественная кожа. Так называемые «батёвки» (суконные ботинки с кожаной подошвой и элегантным носком из качественной кожи) благодаря рекламе вызвали огромный интерес. Производство быстро набирало ход, поэтому Батя закупил в Германии первые швейные станки с ручным приводом.
В 1897 году все долги были оплачены. После завершения строительства железной дороги от Отроковиц до Визовиц Томаш построил свой первый цех. Нанял около 40 мастеров и 20 швей. Со временем выкупил другие земли на территории Злинa, где и начал расширять инфраструктуру фирмы. Фирма A. Baťa процветала, но её основатель — брат Томаша Антонин сильно заболел туберкулёзом. Поэтому главой и собственником фирмы стал Томаш Батя, он и перезарегистрировал фирму на общество с ограниченной ответственностью T&A Baťa, официально изготавливающую суконную и войлочную обувь.

## За опытом в США
В 1904 году Томаш Батя временно передал управление бухгалтеру Степанкову и решил уехать в США, приобрести опыт в способах управления работой, выплат рабочим, уложения полуфабрикатов для производства обуви. Через год вернулся в Злин и привез с собой не только новые планы постройки фабричных зданий, но и вдохновение американского течения менеджмента. Заказал также новое оборудование прямо из США.
После своего возвращения Батя начал постепенно завышать требования к мастерам: за плохо выполненную работу накладывал штраф в форме вычета из зарплаты. Не пошёл на требования профсоюзной организации социально-демократической направленности, следствием чего стала забастовка рабочих. Батя решил ситуацию увольнением всех бастующих и на их место принял новых неквалифицированных работников.

## Года в фирме
В 1908 году умер тяжелобольной Антонин Батя, а сестра Анна Батя вышла замуж. Томаш окончательно обосновался в фирме T&A Baťa, его главной целью стало производство легких батёвок. К 1910 году на предприятии работало 350 мастеров, в день выпускалось более 3000 пар обуви. С ростом объёмов продукции росла и численность рабочих, которые приезжали из других мест. Встала проблема, где в Злине расселить всех мастеров. Поэтому Батя начал строительство так называемых Батёвых домов (Baťovy domky), из красного обожжённого кирпича. Вместе с тем «выросли» в Злине и другие здания, которые сегодня представляют собой характерную для всего города архитектуру.
В 1912 году обувные цеха перешли на изготовление обуви полностью из кожи. Были также осуществлены меры по углублению рационализации и интенсификации работы. Фирма заключала с мастерами рабочие договора, по которым мастера, не достигшие предписанной производительности, должны были компенсировать так называемые траты и расходы. В противном случае мастеров штрафовали за недостаточную и плохо проделанную работу.
В том же году Томаш Батя женился на дочери управляющего Венской дворцовой библиотеки, Марии Менчиковой. Через два года родился его единственный сын Томаш II.

## Военное время
В начале Первой мировой войны фирма получила заказ на изготовление 50 000 пар военных сапог, так называемых солдатских ботинок. Количество рабочих и дневная производительность быстро росли. Сотням мужчин благодаря работе на фабрике удалось избежать призыва, потому что фирма изготавливала обувь для австро-венгерской армии. На предприятии работала группа русских военнопленных. С 1914 до 1918 года количество рабочих увеличилось десятикратно. В конце войны дневная производительность достигла 6000 пар обуви и оценивалась тем, что половина армейских ботинок была изготовлена фирмой Baťa. Была создана собственная кожевня и закуплены имения для выращивания деревьев и производства продуктов для рабочих. Собственное производство сырья помогло сэкономить на затратах. По той же причине начали открываться магазины не только в Злине, но и по всей стране: в Праге, в Либерце, в Вене, в Пльзене и других городах.

## Послевоенный кризис
Сразу после окончания войны фирму постиг бытовой, производственный и финансовый кризис, вызванный прекращением военных поставок, усиленный заграничным рынком и сниженной покупательской способностью населения. В конце 1918 года фирма начала выходить из кризиса тем, что завела личные счета своим работникам из их зарплат и вкладов. К сумме на счету прибавлялись проценты в размере 10 %. Такое накопление денег было использовано в качестве инвестиции в оборотный капитал (несмотря на то, что работники при объявлении причины могли забрать деньги со счета). Такое решение кризисной ситуации имело лишь временный характер.
В 1919 году на заводах Бати начались забастовки. Батя уже не мог эту забастовку подавить, а поэтому решил создать профсоюзную организацию, где мастера могли избрать своего представителя. Кризис разгорелся год спустя, когда началась всенародная забастовка. Она стала причиной возникновения Коммунистической партии Чехословакии.
Заводские склады были заполнены товаром, вложенный в него капитал «заморозился» и требовал дополнительных затрат. Поэтому Томаш Батя решился на отважный и мудрый шаг. В 2 раза снизил цену обуви, благодаря чему хотел распродать товар на складах. Снизил цену на 50 %, а зарплату на 40 %. Рабочим компенсировал это тем, что предоставил им фиксированную скидку (примерно 50 %) на товар своего производства.
Половинные цены повлияли на заказчиков как магнит. Запасы обуви хорошо продавались и Батя инкассировал увеличение стоимости денег. Этими мерами пробил критическое давление, и его дешёвая обувь стала заполнять рынок. Четыре буквы BAŤA стали вездесущим символом смелого и успешного предпринимательства.
К 1923 году сеть магазинов Baťa имела 112 филиалов. В том же году Батя решил выдвинуть свою кандидатуру в выборах на пост мэра города Злина, с девизом «Хочу работать для всех. Вести борьбу с бедностью». Он выиграл выборы.

## Плановая экономика
«Одобряем только такую работу, которая служит обществу. Торговля — это услуги для людей. Чем основательнее продавец понимает эту правду, тем больше увеличится круг людей, которые будут заинтересованы в торговых сделках».
В 1924 году Батя начал ориентироваться на заграничный рынок. За границей создал сеть магазинов. Продавал по ценам ниже ценового уровня конкуренции, чем сумел его ликвидировать. Производство возросло, к концу 1925 года работало в концерне Бати 5200 человек.
По первому составленному десятилетнему плану предполагалось ежедневно изготавливать 100 000 пар обуви, но за год этот план преодолели в два раза. Поэтому начали составлять годовые планы, которые в себя включали планы производительности каждого отделения. Те, в свою очередь, были разделены на недельные планы, а те — на дневные программы. Следовательно, на каждый день была установлена точная цель, которую нужно было достичь.

### Автономные мастерские
Следующей революционной инновацией было создание экономических единиц, которые имели собственный счёт прибыли и затрат. Эти Автономные мастерские заложили основную ячейку целого предприятия. За всем стоял мастер, который за все нёс ответственность. Каждое отделение и каждая мастерская в прямом смысле слова участвовали во всем производственном процессе — покупали у другого отделения поступающий товар, который после доработки продавали следующему отделению. Эту систему связывала система административных зданий, которая работала по тому же принципу.

### Система оплаты труда
Томаш Батя использовал четыре основных вида оплаты:
- постоянный оклад — для работников технико-хозяйственных и административных должностей
- индивидуальная сдельная оплата — получали работники специальных должностей
- коллективная сдельная оплата — для работников мастерских
- премия — получали некоторые ведущие работники участка

С именем Томаша Бати также связано понятие «Батина цена», которая почти всегда кончалась девяткой, например, 999 Kč, которая выглядит привлекательнее, чем 1000 Kč.

## Расширение предприятия
В 1926—1928 годах увеличился экспорт обуви, и фирма Baťa обладала более чем половиной всего чехословацкого экспорта. Фирма перешла на конвейерное производство, которое применялось на заводах Генри Форда. Продуктивность работы возросла на 75 %, а количество работников на 35 %. Чистая прибыль составляла 1,9 миллиардов чешских крон. К концу 1928 года завод представлял собой комплекс 30 зданий. Концерн разрастался, и Батя начал заниматься предпринимательством и в других сферах хозяйства (резиновый, химический, текстильный, древесный промысел). Создал целый ряд педагогических и образовательных учреждений. В 1931 году изменил семейное предприятие на акционерное общество с начальным капиталом 135 000 000 крон, после чего начали возникать дочерние компании по всему миру, магазины в Германии, Англии, Голландии, Польше и многих других странах. В Злине возникла собственная киностудия, которая занималась съёмкой реклам для обувных изделий. Позже студия стала знаменита как Киностудия Kudlov. Среди последующих известных объектов Злина, которые позже дал задание построить единокровный брат Томаша Бати, Ян Антонин Батя, — Большое кино, в своё время наибольший в средней Европе Батин небоскреб (1938) и наивысшее бетонное здание Европы, в котором ныне заседает районная власть.

## Трагическая смерть
12 июля 1932 года Томаш Батя погиб вместе со своим пилотом Индржихом Броучеком в авиакатастрофе, когда на личном самолете летел в Швейцарию, чтобы присутствовать на открытии филиала (в то время фирма имела филиалы уже более чем в 60 странах). Вылетел из фирменного аэропорта в Отроковице при густом тумане. Потерпел катастрофу после взлёта ещё на территории фирмы. Летчик скончался на месте, Батя был доставлен в госпиталь, но также скончался так и не очнувшись.
На похоронах Томаша Бати скорбную речь произнёс его единокровный брат, наследник фирмы Ян Антонин Батя. Часть его речи:

Сослуживцы! Погиб… Погиб лучший из нас, жертва нашей работы. Наша большая рабочая семья потеряла своего основателя, созидателя и вождя. Телу нашего вождя сегодня отдаем последнюю честь. Его душа все равно останется с нами, в его и нашем деле, потому что его душа живёт в нас: дух его работы, его энтузиазм, его самоотверженность и прилежание останутся большим примером на века. Работаем вместе в одном деле. Это дело по завещанию оставил нам покойный Томаш Батя…

## Память
- В 2001 году был открыт Университет имени Томаша Бати
- Мемориал Томаша Бати в Злине